# 五戸町立川内中学校
五戸町立川内中学校（ごのへちょうりつ かわうちちゅうがっこう）は、青森県三戸郡五戸町大字上市川に所在する公立（町立）の中学校。

## 沿革
- 1947年（昭和22年）
  - 4月1日 - 三戸郡川内村立上市川小学校校舎に併設し、川内村立川内中学校として発足。切谷内小学校に分教室併設。
  - 4月21日 - 開校式挙行。
- 1948年（昭和23年）2月1日 - 川内村大字上市川字赤川々原1番地（現在地）に独立校舎が完成し、移転。
- 1955年（昭和30年）7月1日 - 昭和の大合併により、五戸町立川内中学校と改称。
- 1972年（昭和47年） - 現校舎完成[1]。
- 2011年（平成23年）12月 - 耐震補強工事完了[2]。

## 生徒数
2021年（令和3年）5月1日現在
| 学年 | 1年 | 2年 | 3年 | 特別支援   | 合計 |
| ---- | --- | --- | --- | ---------- | ---- |
| 学級 | 1   | 1   | 1   | 1          | 4    |
| 生徒 | 24  | 27  | 18  | 2 （内数） | 69   |

## 学区
- 大字切谷内（ただし、字小渡と字大開を除く）・大字上市川・大字佐野上谷地[4]

## アクセス
- 五戸町コミュニティバス上市川線・池ノ堂総合病院線・五戸八戸線、南部バス「八戸駅 - (五戸)中央」線で、「川内中学校前」バス停下車。

## 周辺
- 五戸川